# Repsznur

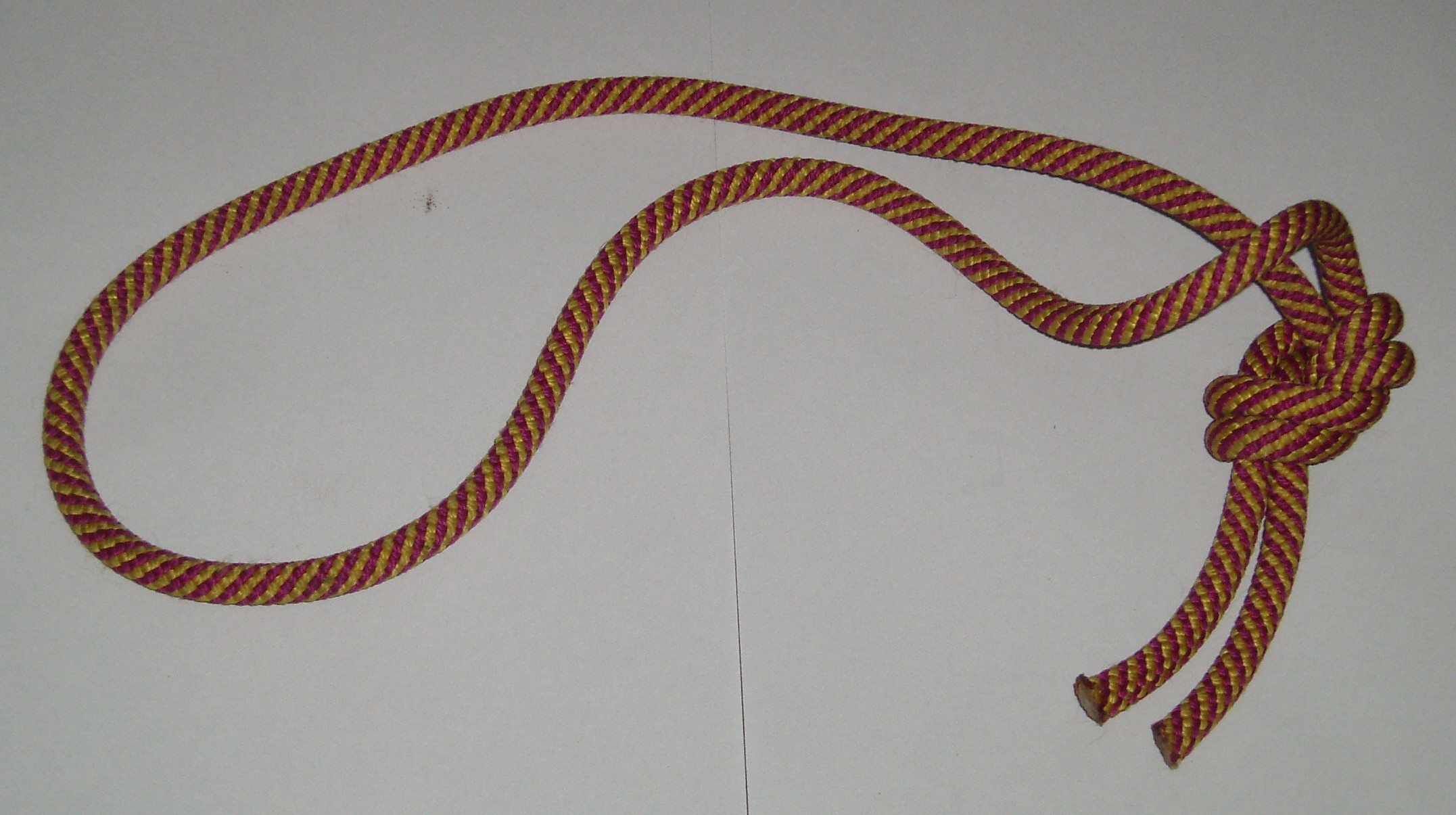
Pętla z repsznura o średnicy 8mm, zawiązana kluczką

Repsznur – inaczej rep, linka pomocnicza, sznurek używany we wspinaczce do rozmaitych celów pomocniczych (innych, niż w charakterze liny asekuracyjnej). Typowe zastosowania repsznurów, podobnie jak w przypadku pętli z taśmy, obejmują przede wszystkim:
- przewlekanie pętli przez ucha skalne w celu tworzenia punktów asekuracyjnych (przelotowych i stanowiskowych)
- wykonywanie linek do niektórych odmian kostek asekuracyjnych
- wiązanie węzłów zaciskowych (np. prusików) na linie asekuracyjnej
- łączenie punktów stanowiskowych w celu utworzenia stanowiska
- przywiązywanie oraz wciąganie lub opuszczanie bagażu

Repsznury używane we wspinaczce mają średnicę od 2 do 9 mm i wytrzymałość na ogół
znacznie przewyższającą zwykłe sznurki o tych samych średnicach. Szczególnie mocne (w stosunku do rozmiarów i masy) są repsznury wykonane z włókien typu kevlar i dyneema (spectra), przy czym dyneema
jest dość elastyczna, a kevlar - nierozciągliwy.
Minimalną wytrzymałość repsznurów w zależności od średnicy określają
normy, m.in. EN564 i EN566. W przypadku repsznurów używanych do przewlekania
przez ucha skalne, szczególnie ważna jest ich odporność na przecieranie
na ostrych krawędziach.
W wyjątkowych sytuacjach repsznury bywają używane w charakterze lin
zjazdowych i poręczowych, nie jest to jednak ich zalecane zastosowanie -
liny spełniają bowiem znacznie ostrzejsze kryteria dotyczące
wytrzymałości i trwałości.